# Joanna Kozak
Joanna Kozak (ur. 31 maja 1981 w Gdyni) – polska piosenkarka, kompozytorka, autorka tekstów, projektantka mody. Wokalistka zespołu Farba.
Studiowała na łódzkiej ASP w Kolegium Mody. Wiosną 2000 wygrała telewizyjną Szansę na sukces z Izabelą Trojanowską.
Była jedną z jurorek talent-show telewizji Polsat Śpiewajmy razem. All Together Now